# II. Claudius Gothicus római császár
Marcus Aurelius Claudius Augustus Gothicus, általánosan elterjedt néven (II.) Claudius Gothicus császár (Sirmium, 213. május 10. – Róma, 270 januárja) római császár volt 268 és 270 között. Uralkodásának rövid ideje alatt számos sikert ért el. Halála után megkapta az „isteni” jelzőt.

## Származása és útja a hatalomba
Claudius felmenői ismeretlenek. Dardania, születésének helye, Moesia Superior provinciában van. Claudius a hadseregben szolgált, 260-268 között Gallienus császár tisztje volt. 268-ban Gallienus császár újonnan felállított lovasságának parancsnoka lett. Miközben Gallienus császár Mediolanumot ostromolta, hogy a lázadó Aureolust elfogja, a császár gyilkosság áldozata lett, amit egyes vélemények szerint maga Claudius követett el. Claudius II. Claudius néven császárrá nyilvánította magát. II. Claudius megkímélte Gallienus rokonságát, és uralkodása alatt is a kíméletesség jellemezte, ami rendkívül népszerűvé tette Rómában.

## II. Claudius uralkodása
II. Claudius idején a Római Birodalom megosztott volt, Gallia, Britannia, Germania provinciák kiszakadtak a birodalomból, míg Pannonia és Illyricum provinciát a gót invázió veszélyeztette. Hatalom átvétele után rögtön a gót inváziót kellett kivédenie. A naissusi csata során megsemmisítette a gót seregeket, mely győzelem a római hadsereg történetének egyik legnagyobb sikere volt. A naissusi csata során a római lovassággal – amit a leendő császár, Aurelianus vezetett – és gyalogsággal legyőzte a gót lovasokat és a harci szekereiket, melyeket szekértáborszerűen használtak a gótok a csatáikban. Több ezer foglyot ejtettek a rómaiak és a gót betörést megállították. A győzelem után kapta II. Claudius a Gothicus nevet, mely a gótok feletti Naissus melletti győzelemre utalt. A gótok visszatértek a Duna vonala mögé. A gót veszedelem megállítása után a germán törzsek aktivizálódtak, az alemannok átkeltek az Alpokon és megtámadták a birodalmat. II. Claudius seregei élén 268-ban, a naissusi csata győzelme után a benacus-tavi csata során megsemmisítette az alemannokat is. A győzelem után megkezdte a Római Birodalom egységének helyreállítását, támadást intézett a Gall birodalom ellen, mely közel 15 évvel azelőtt kiszakadt a birodalomból. A számos győzelem során sikerült elfoglalnia és újra a birodalomhoz csatolnia Hispaniát és Gallia déli részét. A végső csapást Aurelianus mérte a Gall birodalomra. 269-ben elhatározta, hogy megtámadja a vandálokat, akik betörtek Pannoniába. 270-ben diadalt is aratott felettük, de a győzelem után néhány nappal pestisben meghalt Sirmiumban. Halála előtt Aurelianust nevezte meg örökösének, aki a lovasság főparancsnoka volt, saját bátyjával, Quintillusszal szemben, akit azonban II. Claudius halála után a római szenátus mégis császárrá választott.